# Clubiona haeinsensis
Clubiona haeinsensis är en spindelart som beskrevs av Paik 1990. Clubiona haeinsensis ingår i släktet Clubiona och familjen säckspindlar. Inga underarter finns listade i Catalogue of Life.